# ポルタ・ニグラ

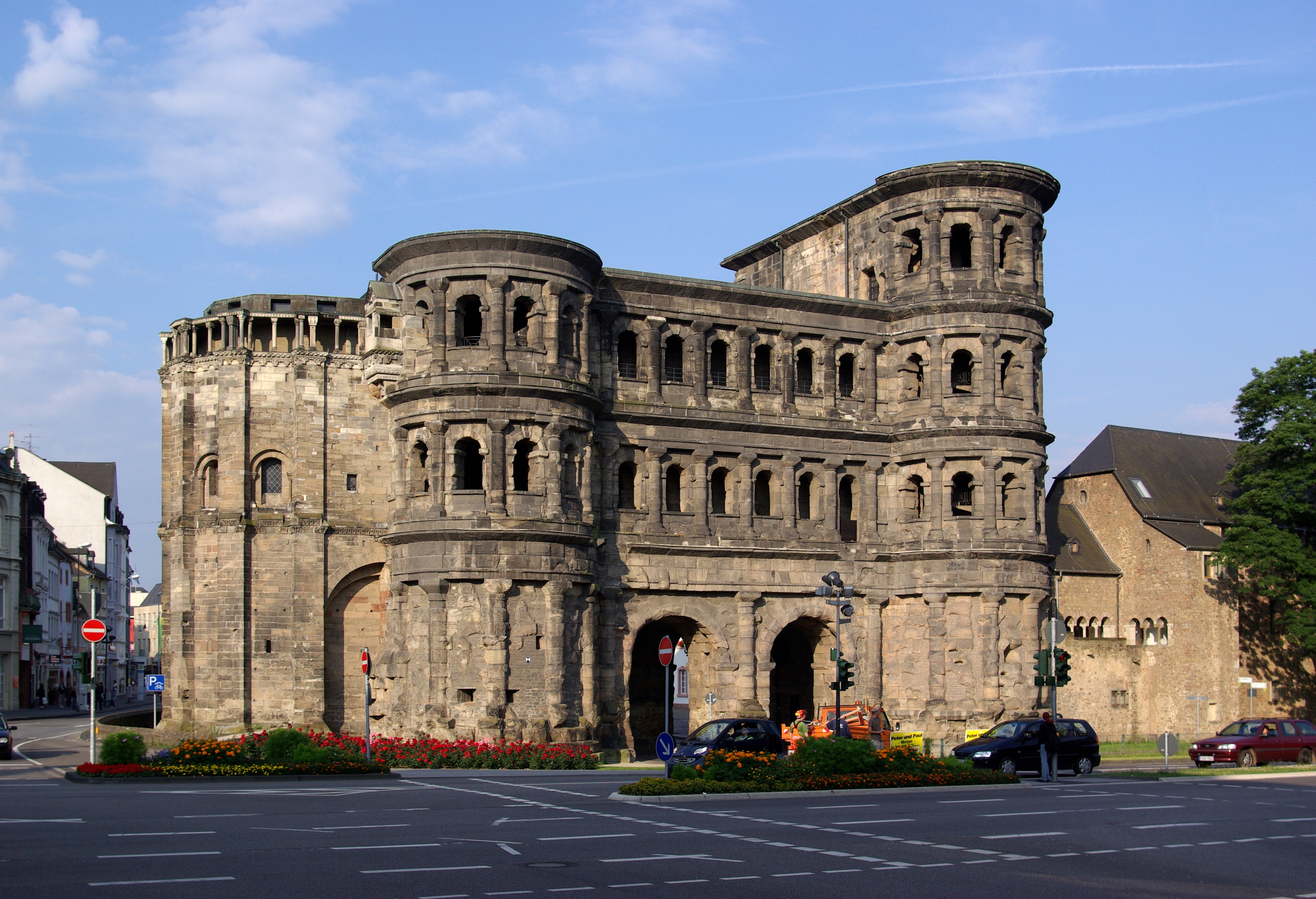
北側から見たポルタ・ニグラ

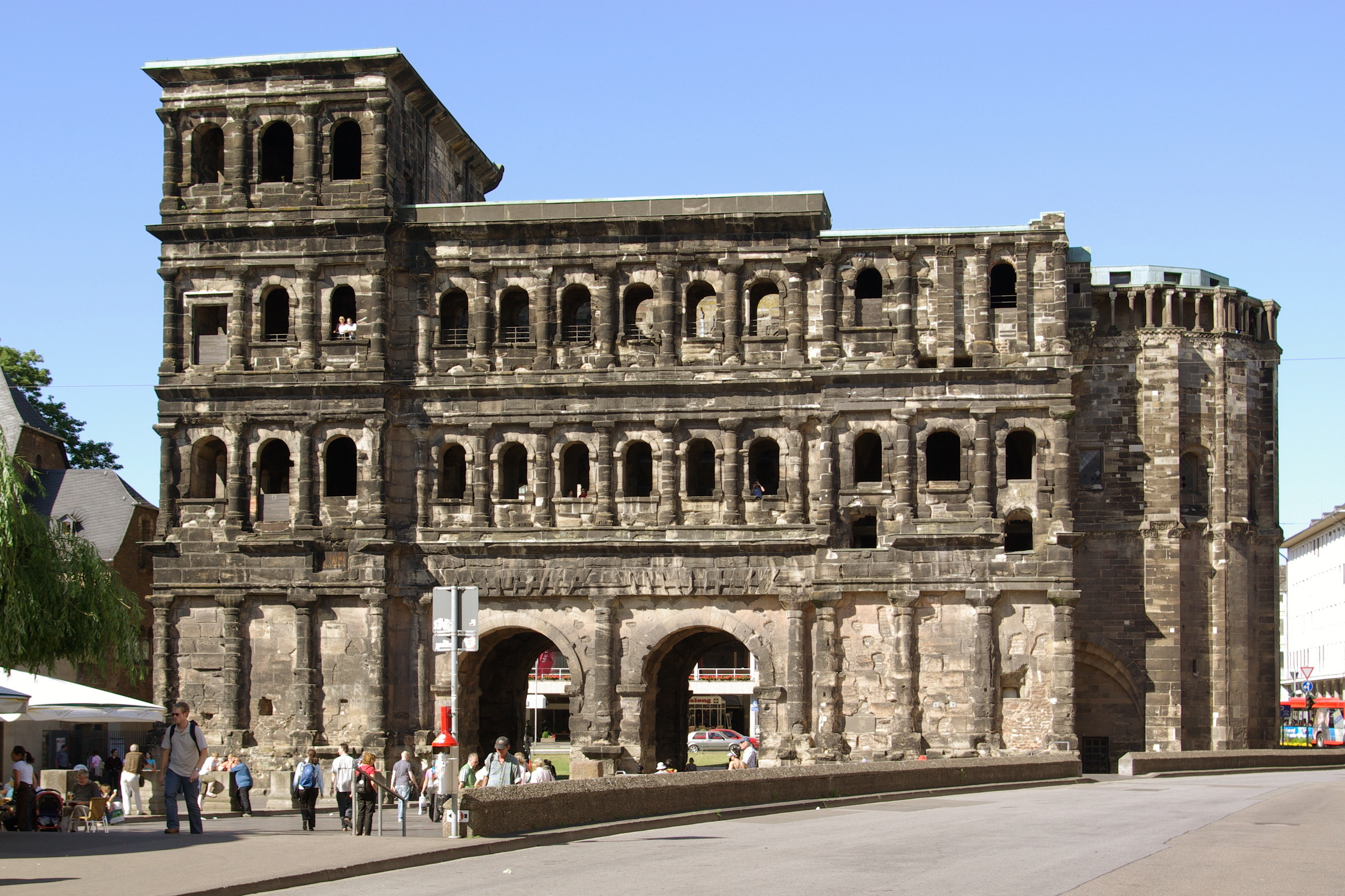
南側から見たポルタ・ニグラ

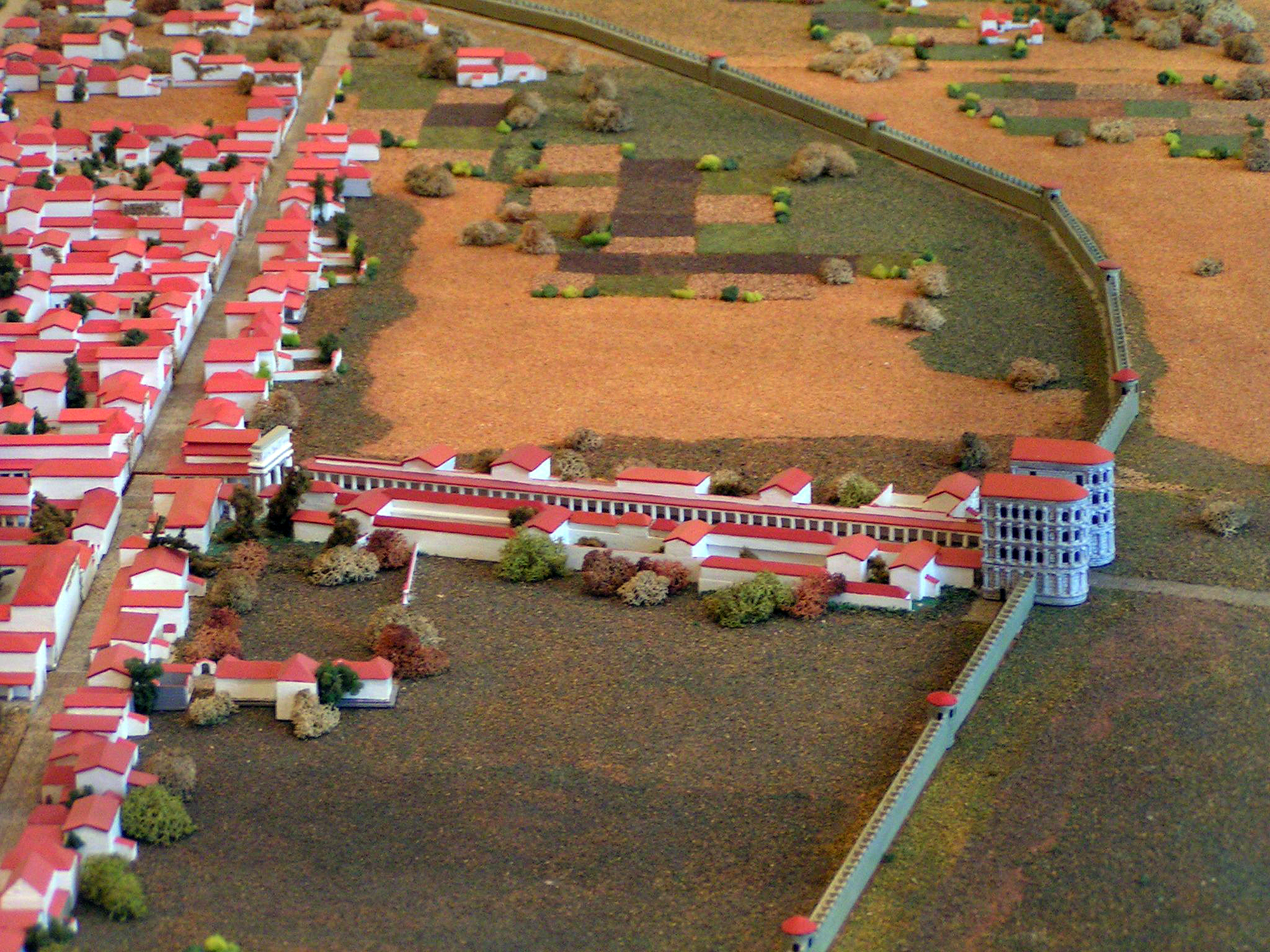
4世紀頃のポルタ・ニグラの復元模型

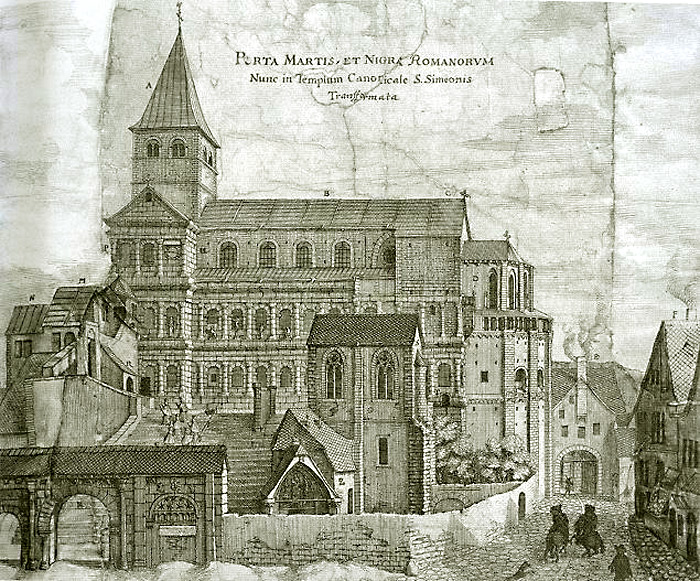
聖シメオン教会に改装されたポルタ・ニグラ（1670年）

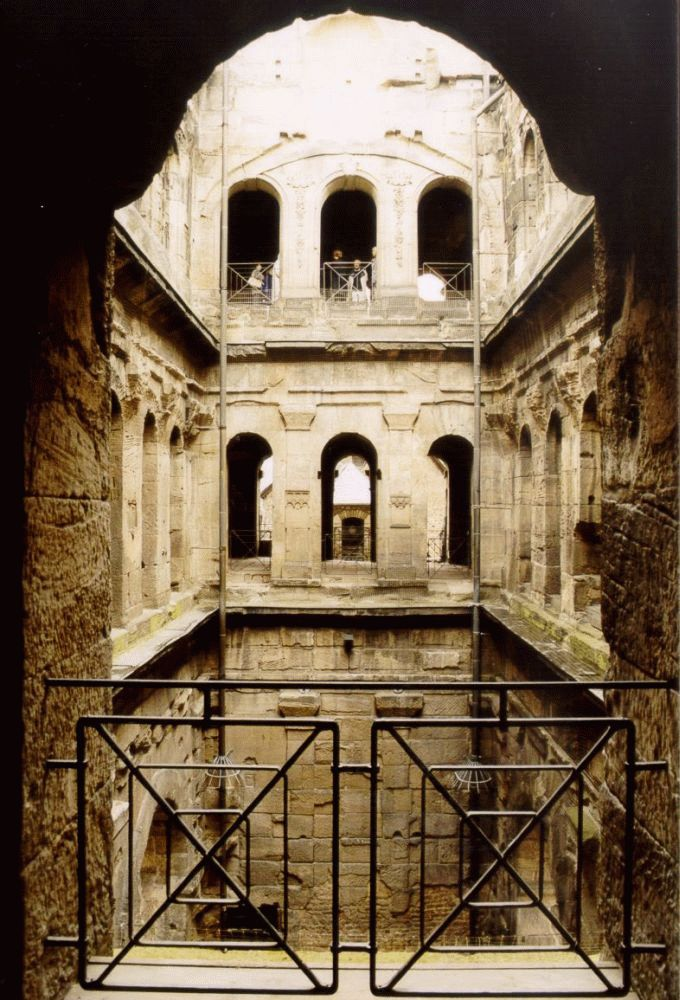
現在のポルタ・ニグラの教会時代の身廊跡

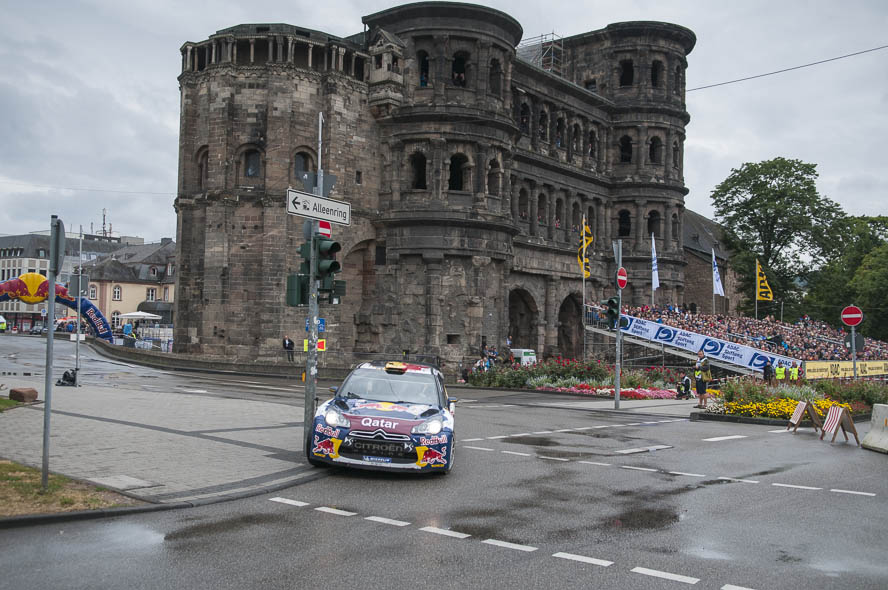
ポルタ・ニグラの前を走行するラリー競技車

ポルタ・ニグラ（Porta Nigra）はドイツのトリーアにある古代ローマ時代の建築物。ユネスコの世界遺産に登録されている。「ポルタ・ニグラ」とはラテン語で「黒い門」という意味で、その名の通り、外壁の黒い石から名付けられた。ただしこれは中世の呼び名であり、古代ローマ時代の名称は不明。現在、地元では略して「ポルタ」と呼ばれる。

## 概要
186年から200年にかけてローマ市壁の北門として建造されたものであるが、中世になると放棄され、別の建造物を作るために一部が破壊された。1025年から1035年に没するまで門跡地で過ごしたギリシャ人の隠者シメオンを記念し、新たに身廊や尖塔などを建てて城門を覆う形で「聖シメオン教会」として機能転用された。しかし、1805年、フランス革命軍がこの地を占領した際、ナポレオンの命によりローマ時代以外の建造物はアプスを除いて取り除かれてしまったため、ポルタ・ニグラも城門跡として元の姿に戻された。現在ではトリーアの観光スポットとなっている。
1986年に「ローマ遺跡群、聖ペテロ大聖堂、聖母マリア教会」として世界遺産に登録された。

## モータースポーツ
トリーアをホストタウンとして行なわれるラリー・ドイチュラント（世界ラリー選手権の一戦）では、ポルタ・ニグラ周辺でスタート・フィニッシュセレモニーが行なわれ、特設コースでのタイムアタック（スーパースペシャルステージ）も行なわれる。